# Samantha McGlone
Samantha McGlone (St. Catharines, 19 de julho de 1979) é uma triatleta profissional canadense, primeira campeã mundial do Ironman 70.3.

Samantha McGlone representou seu país nas Olimpíadas de 2004 ficando em 27º.